# جوزيف كروس
جوزيف كروس (بالإنجليزية: Joseph Cross (judge))‏ (و. 1843 – 1913 م) هو محامٍ، وقاضٍ، وسياسي أمريكي، كان عضوًا في الحزب الجمهوري.

## التعليم
تعلم في جامعة برنستون.